# We Can Work It Out
"We Can Work It Out" é uma canção escrita por Lennon/McCartney e gravada pelos Beatles em 1965. Lançada como um single no Lado A junto com a canção "Day Tripper" no Lado B, alcançou o topo das paradas britânica e americana. A canção foi incluída mais tarde nos álbuns de compilação The Beatles 1962–1966, Past Masters, Volume Two e 1.

## Composição

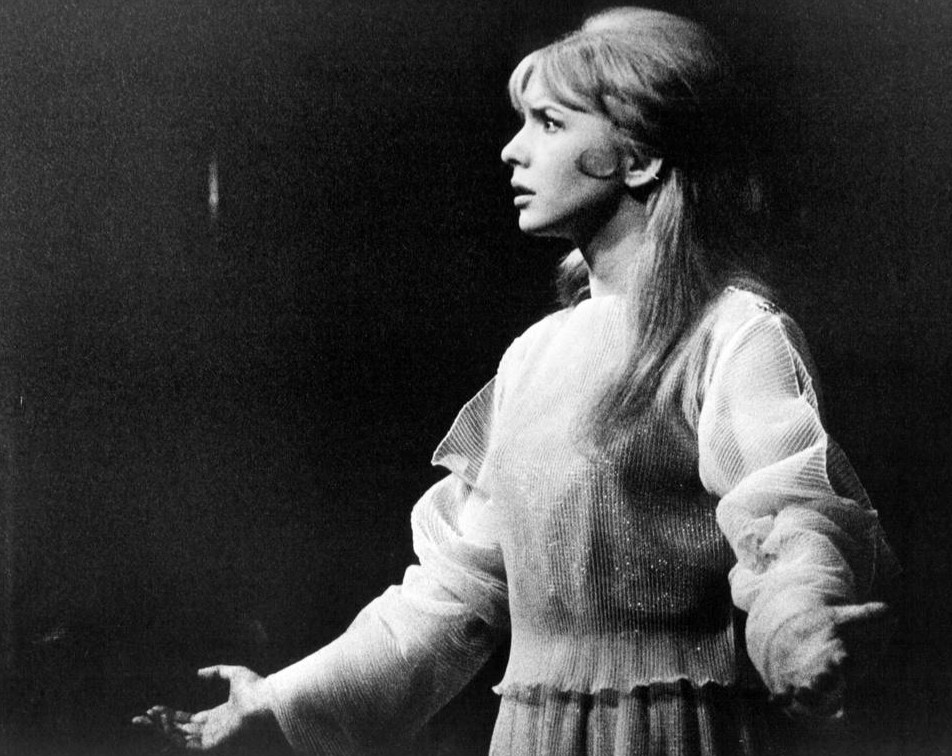
Photo of Jane Asher as Juliet from "Romeo and Juliet". Asher joined the Bristol Old Vic; the company made a United States tour in 1967.

A canção possivelmente faz referência a uma briga entre Paul McCartney e sua namorada da época, Jane Asher, em função da mudança dela de Londres para Bristol por motivos profissionais e, na letra da canção, Paul não entra no mérito da questão mas pede a ela para "tentar ver pelo lado dele".
Segundo Paul, a canção foi o resultado de uma colaboração entre ele e John Lennon: "Eu tinha a ideia básica, o título e alguns versos... Então, mostrei ao John, e escrevemos o meio da canção juntos - 'Life is very short / And there's no time for fussing and fighting my friend'. Depois, George teve a ideia de fazer essa parte em ritmo de valsa".

## Ficha técnica
De acordo com Walter Everett, a formação da banda era:
- Paul McCartney – vocal principal, baixo
- John Lennon – vocal de apoio, violão, harmônio
- George Harrison – pandeirola
- Ringo Starr – bateria

Em sua versão da ficha técnica, MacDonald observa que algumas fontes atribuem a pandeirola a Harrison, apesar dele considerar mais provável que Starr tenha tocado. Everett credita Harrison. Guesdon e Margotin também creditam Harrison.